# Kompleksni postraumatski stresni poremećaj
Kompleksni postraumatski stresni poremećaj (KPTSP, poznat i kao kompleksna traumatska reakcija) je mentalni poremećaj koji nastaje kao posledica dugotrajne, ponavljane traumatske situacije koju osoba može teško, ili ne može uopšte, napustiti. Porodično nasilje, psihičko zlostavljanje i zanemarivanje, seksualno zlostavljenje, incest, rat, boravak u logoru, kidnapovanje, trafiking, zatočeništvo, ropstvo, boravak u samici, neke su od situacija gde se traumatski događaji dešavaju jedan za drugim, u dužem vremenskom periodu.
Neki autori se slažu da je KPTSP sličan Postraumatskom stresnom poremećaju (PTSP) ali da predstavljaju dva različita entiteta. Uzrok PTSP-a najčešće je jedan, izolovan traumatski događaj koji se jasno prepoznaje kao uzrok nastanka psihičkih tegoba. Dugotrajna izloženost traumatskom događaju najčešće započinje u detinjstvu, kao posledica zlostavljanja i zanemarivanja u odnosu sa roditeljima ili drugim primarnim figurama privrženosti.
Najčešći simptomi KPTSP-a su izmenjen doživljaj sebe i drugih, teškoće u regulaciji emocija, impulsivnost, narušen identitet, disocijacija, flešbekovi, poremećaji raspoloženja, teškoće u interpersonalni odnosima, osećanje sramote i krivice, doživljaj lične neadekvatnosti.